# 張啟煊
張啟煊（？—？），浙江人，清朝官員。

## 生平
張啟煊於1848年（道光28年）接替胡國榮，於台灣擔任台灣府台灣縣知縣。管轄約今台灣南部之嘉義縣、嘉義市、台南縣、市全境及高雄縣部份區域。該區域面積約為4500平方公里，也是清治時期台灣島之漢人集中地所在。
1851年，他則升任台灣府淡水撫民同知。